# Paranocticola cubana
Paranocticola cubana är en kackerlacksart som beskrevs av Bonfils 1977. Paranocticola cubana ingår i släktet Paranocticola och familjen småkackerlackor. Inga underarter finns listade i Catalogue of Life.